# Ali Al-Busaidi
Ali Sulaiman Rashid Al-Busaidi (Sohar, 21 gennaio 1991) è un calciatore omanita, centrocampista dell'Al-Seeb e della Nazionale omanita.

## Carriera

### Club
Ha giocato nella prima divisione omanita.

### Nazionale
Ha esordito in nazionale nel 2013.
Nel 2019 e nel 2023 ha partecipato alla Coppa delle nazioni asiatiche.

## Statistiche

### Cronologia presenze in Nazionale
| Cronologia completa delle presenze e delle reti in nazionale ― Oman | Cronologia completa delle presenze e delle reti in nazionale ― Oman | Cronologia completa delle presenze e delle reti in nazionale ― Oman | Cronologia completa delle presenze e delle reti in nazionale ― Oman | Cronologia completa delle presenze e delle reti in nazionale ― Oman | Cronologia completa delle presenze e delle reti in nazionale ― Oman | Cronologia completa delle presenze e delle reti in nazionale ― Oman | Cronologia completa delle presenze e delle reti in nazionale ― Oman |
| Data                                                                | Città                                                               | In casa                                                             | Risultato                                                           | Ospiti                                                              | Competizione                                                        | Reti                                                                | Note                                                                |
| ------------------------------------------------------------------- | ------------------------------------------------------------------- | ------------------------------------------------------------------- | ------------------------------------------------------------------- | ------------------------------------------------------------------- | ------------------------------------------------------------------- | ------------------------------------------------------------------- | ------------------------------------------------------------------- |
| 27-12-2018                                                          | Abu Dhabi                                                           | Oman                                                                | 0 – 0                                                               | India                                                               | Amichevole                                                          | -                                                                   |                                                                     |
| 09-01-2019                                                          | Sharjah                                                             | Uzbekistan                                                          | 2 – 1                                                               | Oman                                                                | Coppa d'Asia 2019 - 1º turno                                        | -                                                                   |                                                                     |
| 13-1-2019                                                           | Abu Dhabi                                                           | Oman                                                                | 0 – 1                                                               | Giappone                                                            | Coppa d'Asia 2019 - 1º turno                                        | -                                                                   |                                                                     |
| 17-1-2019                                                           | Abu Dhabi                                                           | Oman                                                                | 3 – 1                                                               | Turkmenistan                                                        | Coppa d'Asia 2019 - 1º turno                                        | -                                                                   |                                                                     |
| 20-1-2019                                                           | Abu Dhabi                                                           | Iran                                                                | 2 – 0                                                               | Oman                                                                | Coppa d'Asia 2019 - Ottavi di finale                                | -                                                                   |                                                                     |
| 20-3-2021                                                           | Dubai                                                               | Oman                                                                | 0 – 0                                                               | Giordania                                                           | Amichevole                                                          | -                                                                   |                                                                     |
| 25-3-2021                                                           | Dubai                                                               | India                                                               | 1 – 1                                                               | Oman                                                                | Amichevole                                                          | -                                                                   | 72’                                                                 |
| 07-06-2021                                                          | Doha                                                                | Oman                                                                | 0 – 1                                                               | Qatar                                                               | Qual. Mondiali 2022                                                 | -                                                                   |                                                                     |
| Totale                                                              |                                                                     | Presenze                                                            | 8                                                                   |                                                                     | Reti                                                                | 0                                                                   |                                                                     |

## Palmarès
- Coppa dell'AFC: 1

Al-Seeb: 2022